# オッターベルク
オッターベルク (独: Otterberg)はドイツ連邦共和国 ラインラント＝プファルツ州カイザースラウテルン郡にある市。オッターベルク連合自治体 (独: Verbandsgemeinde Otterberg) の行政庁所在地である。
カイザースラウテルンの北約7kmに位置している。

## 姉妹都市
- - グーニョン(Gueugnon) （フランス ）

## ギャラリ

オッターベルク - Otterberg
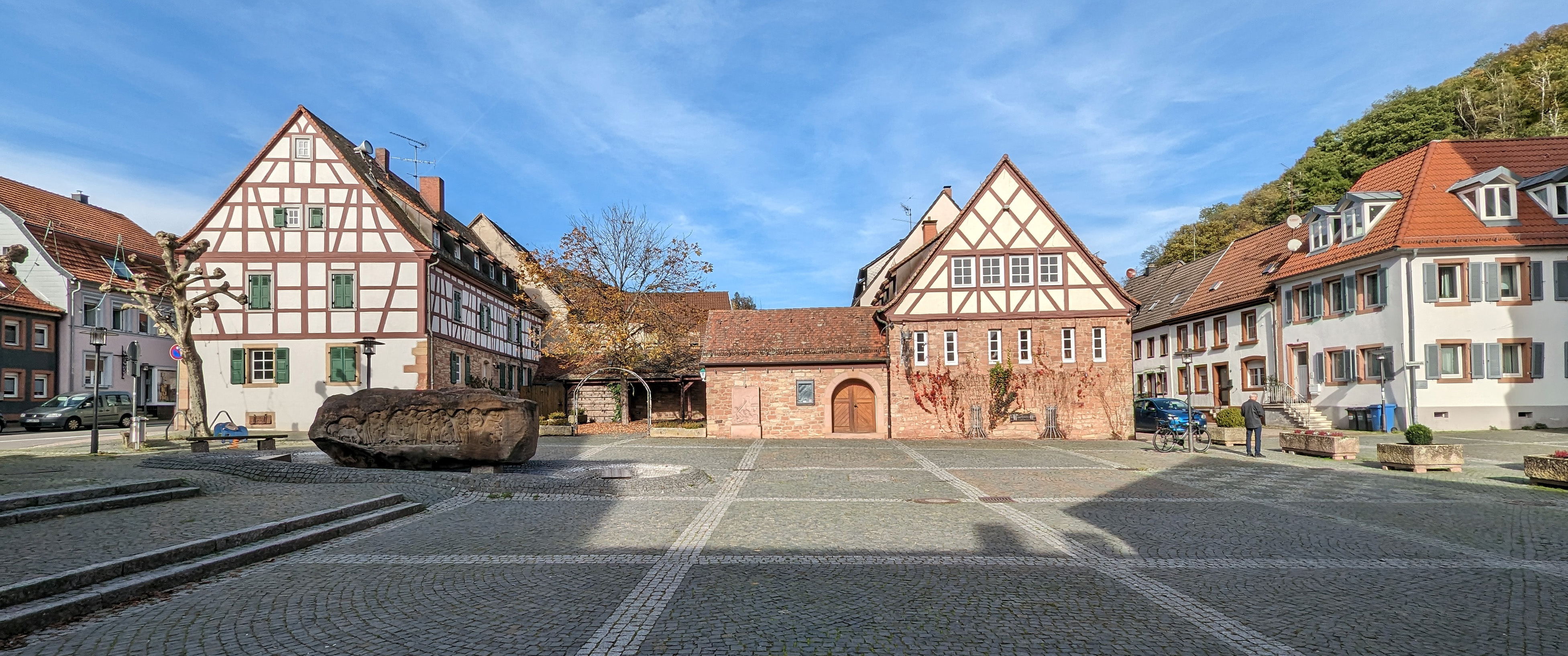
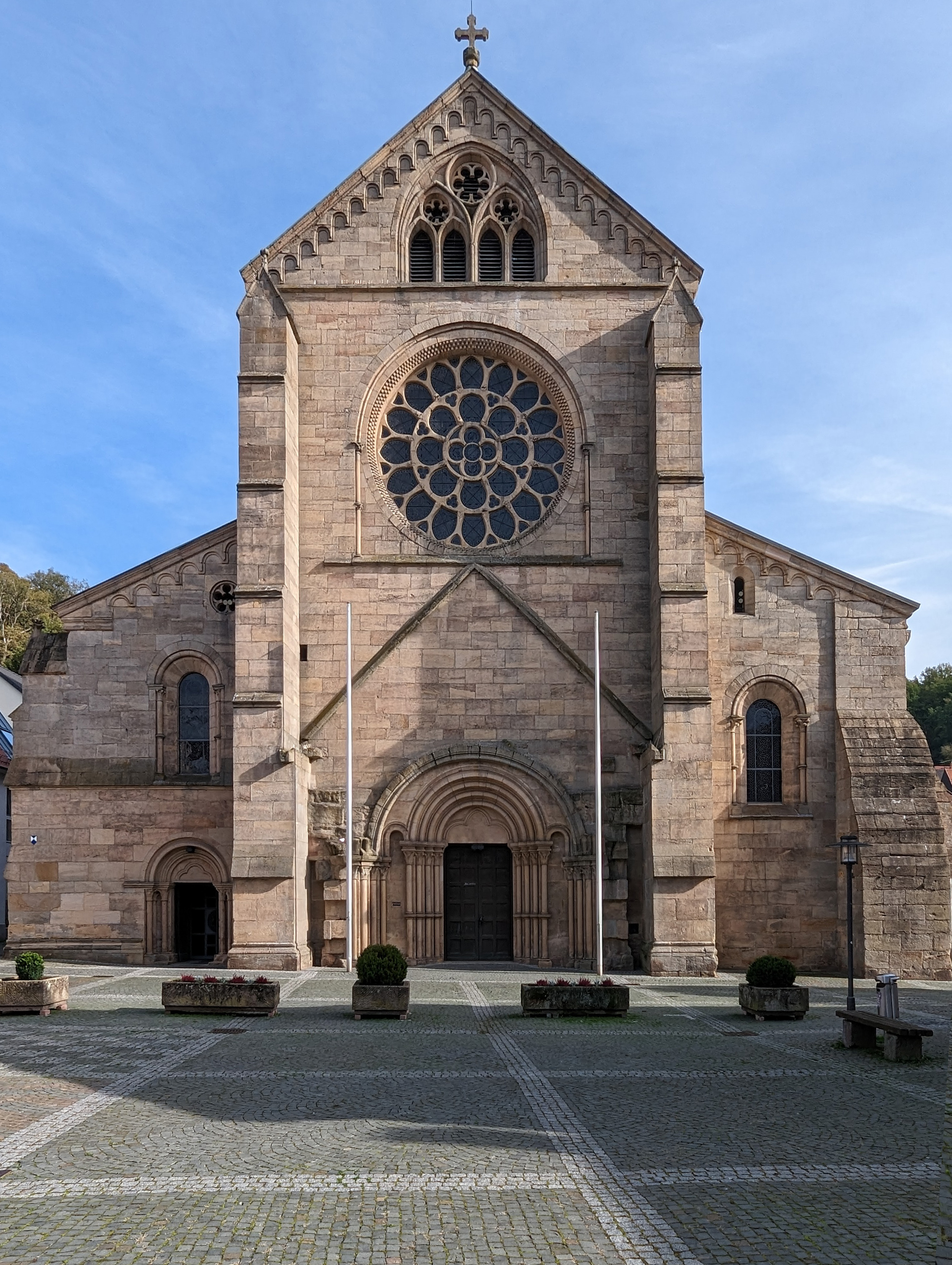
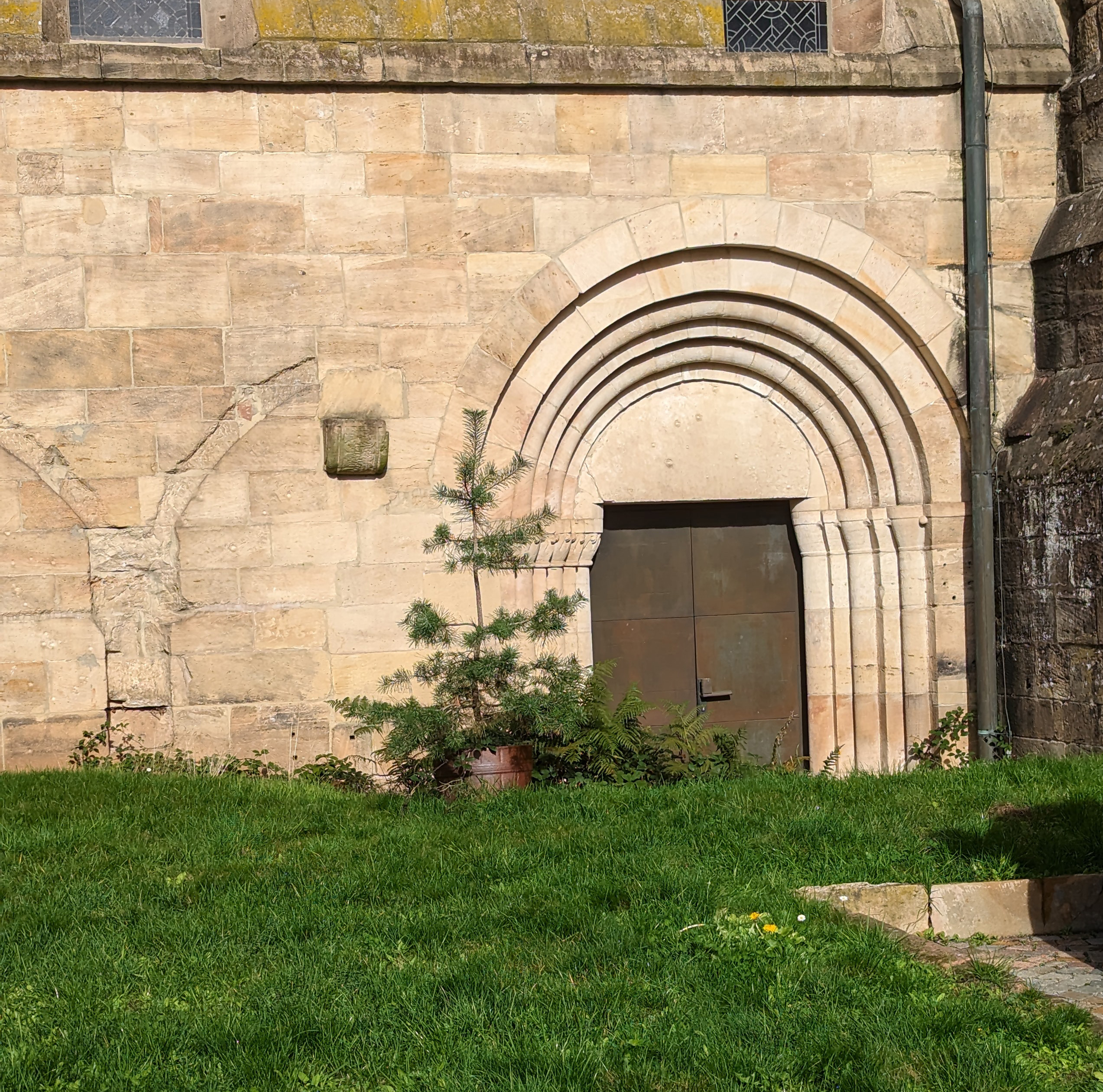
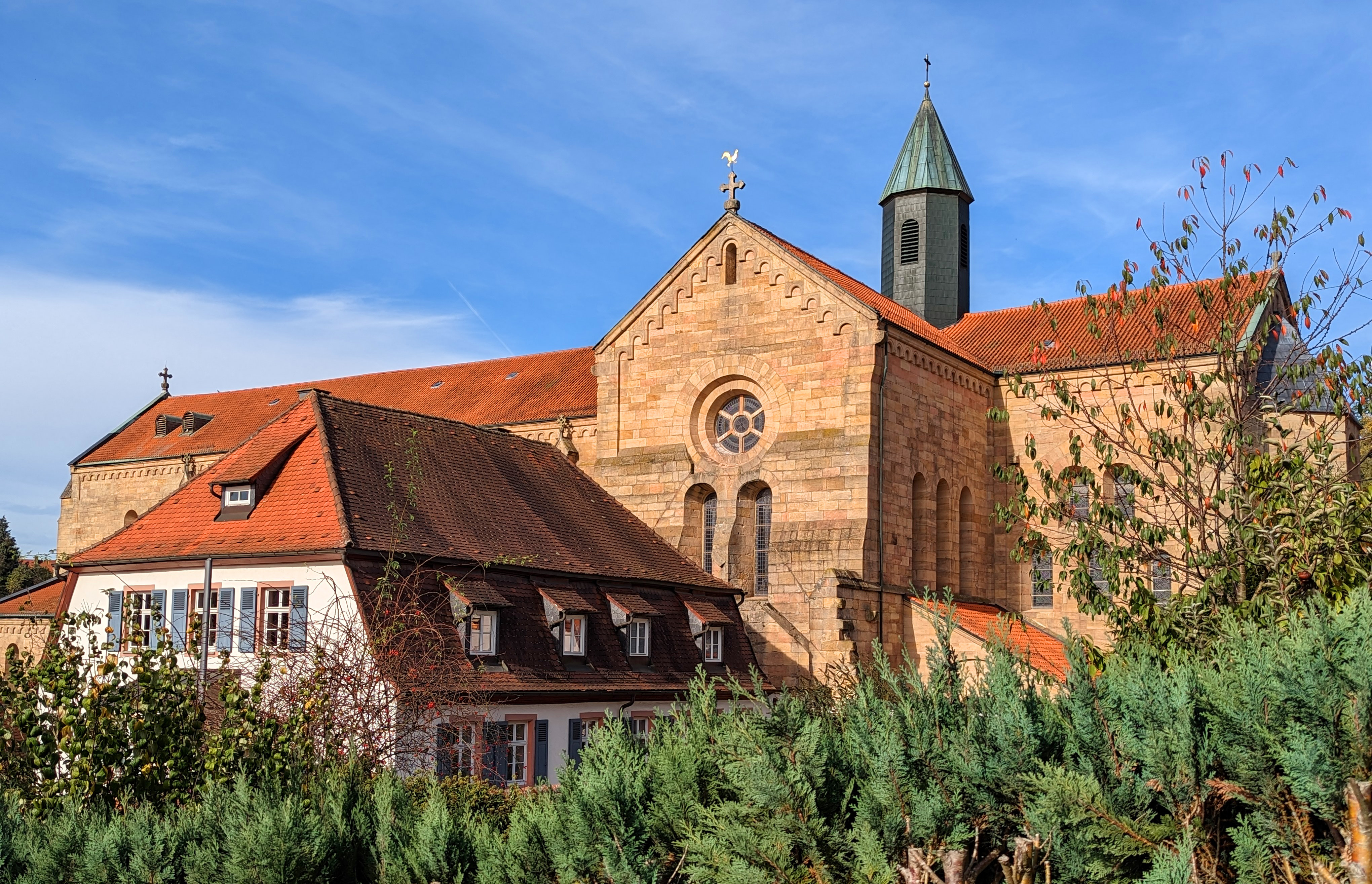
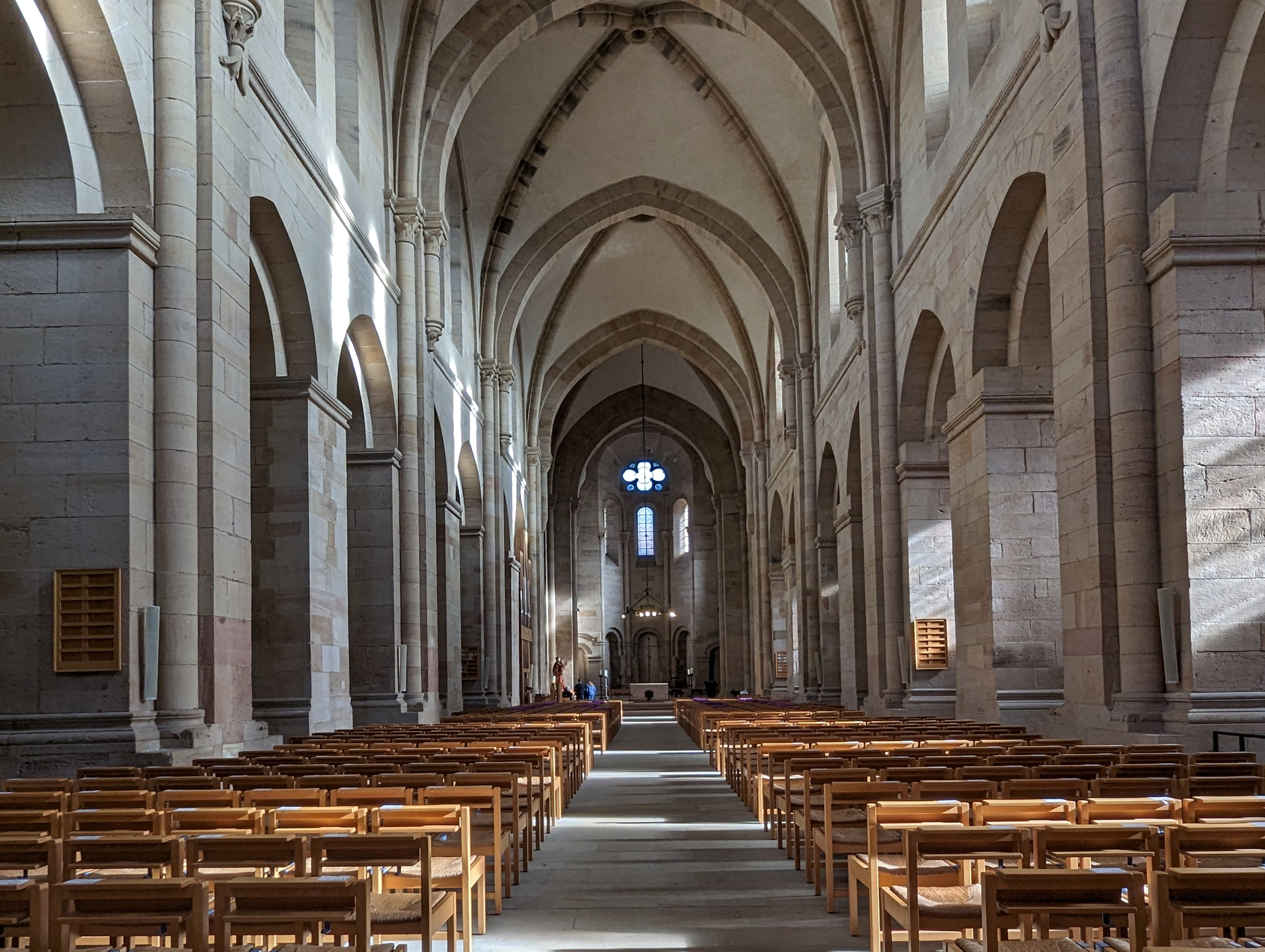
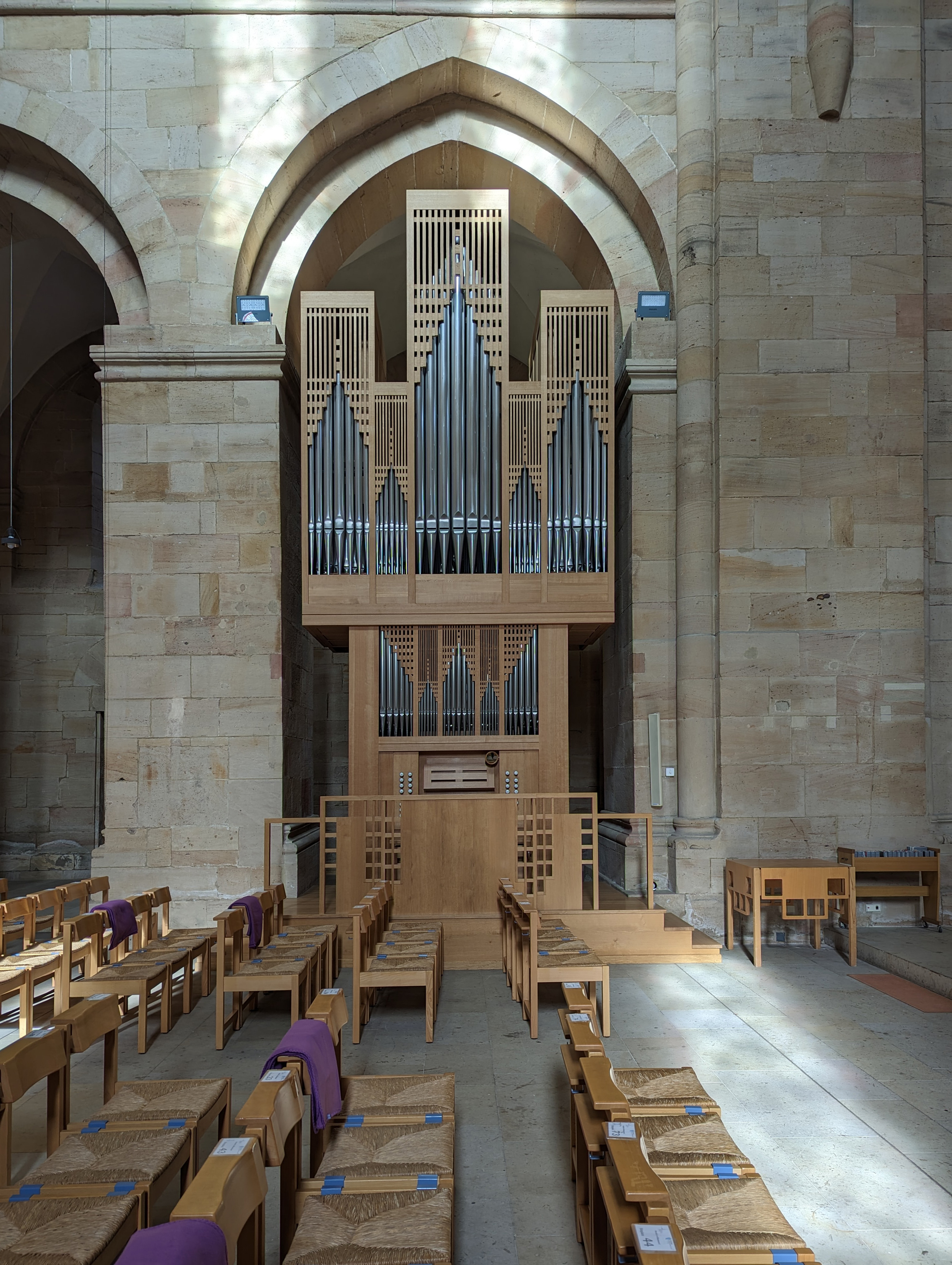
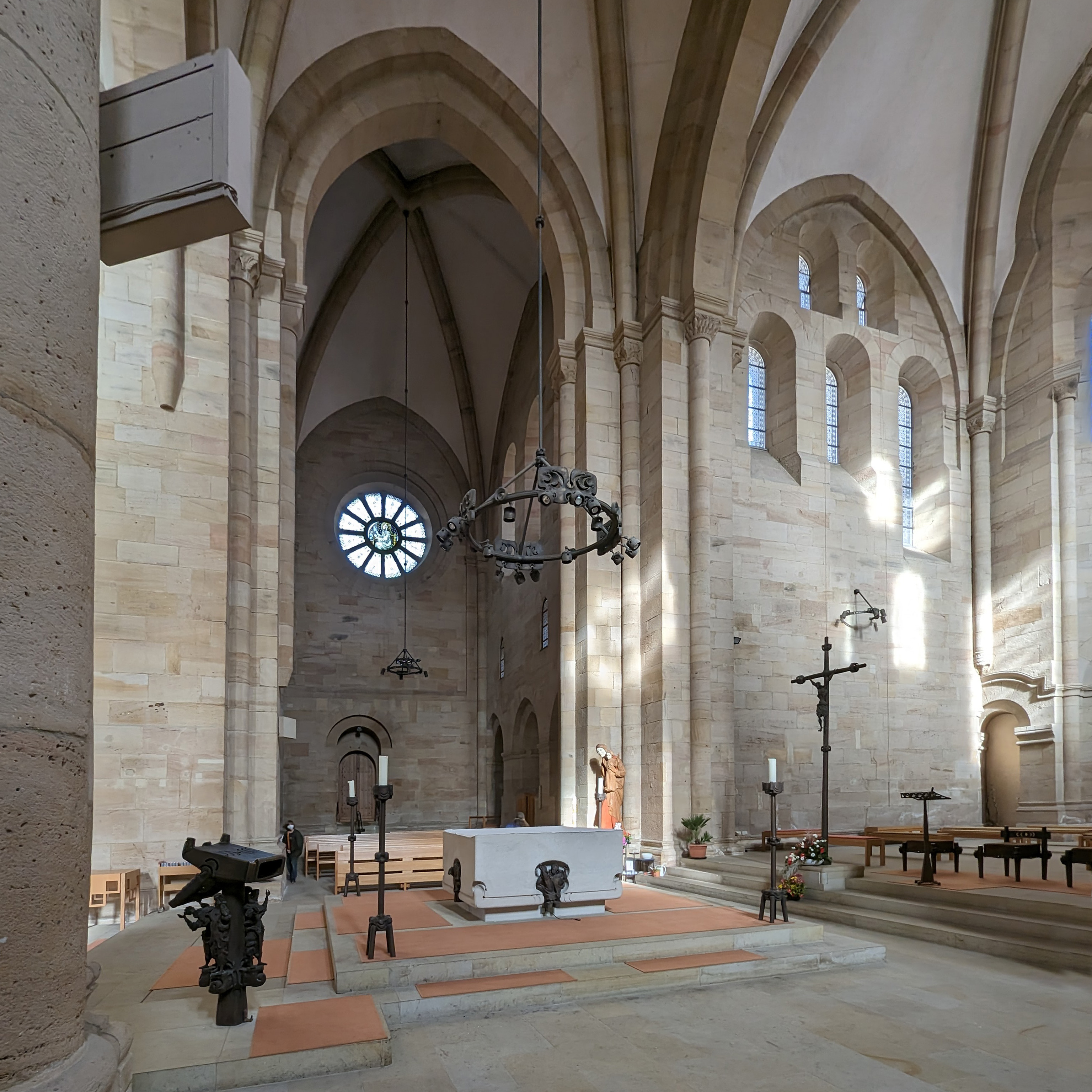
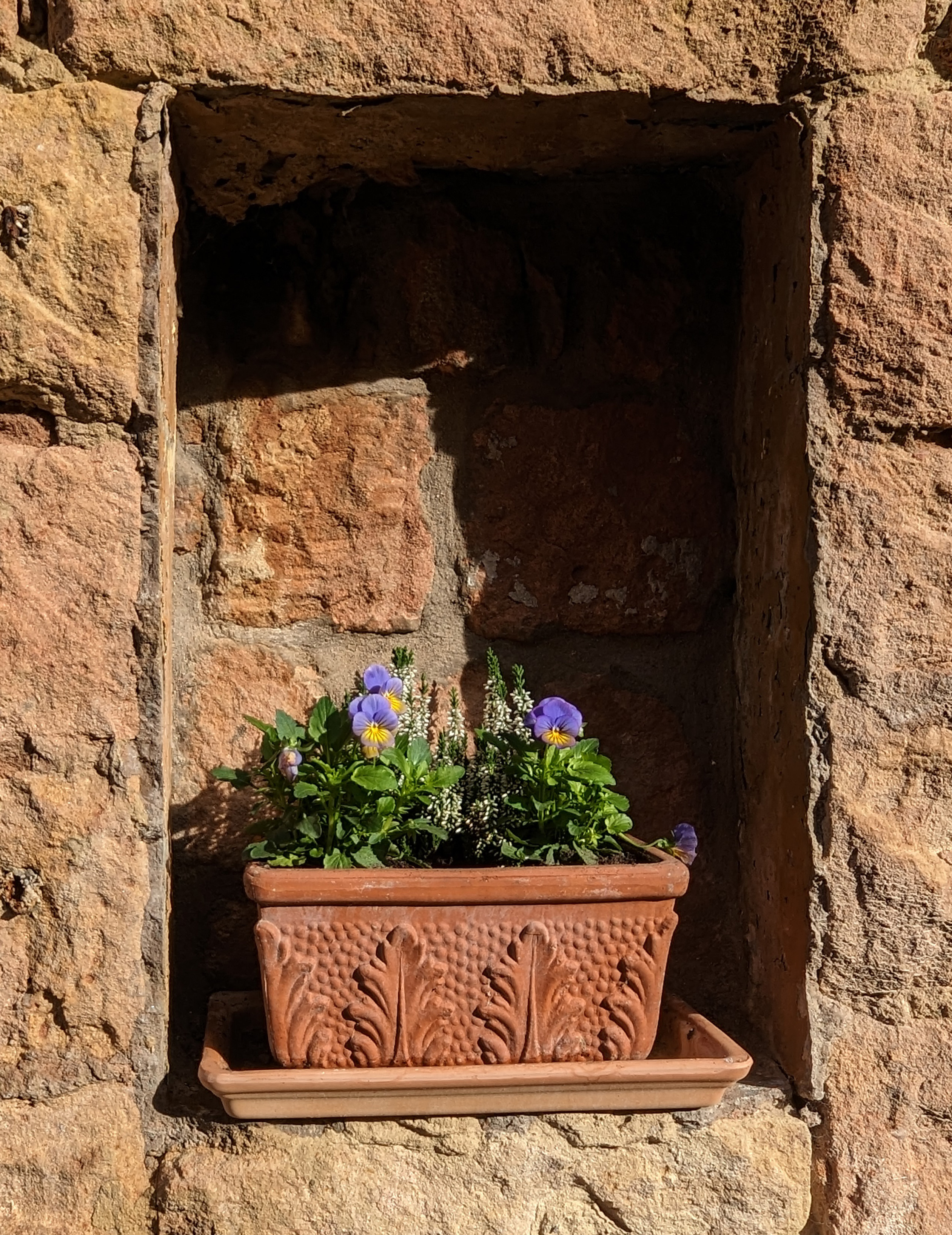
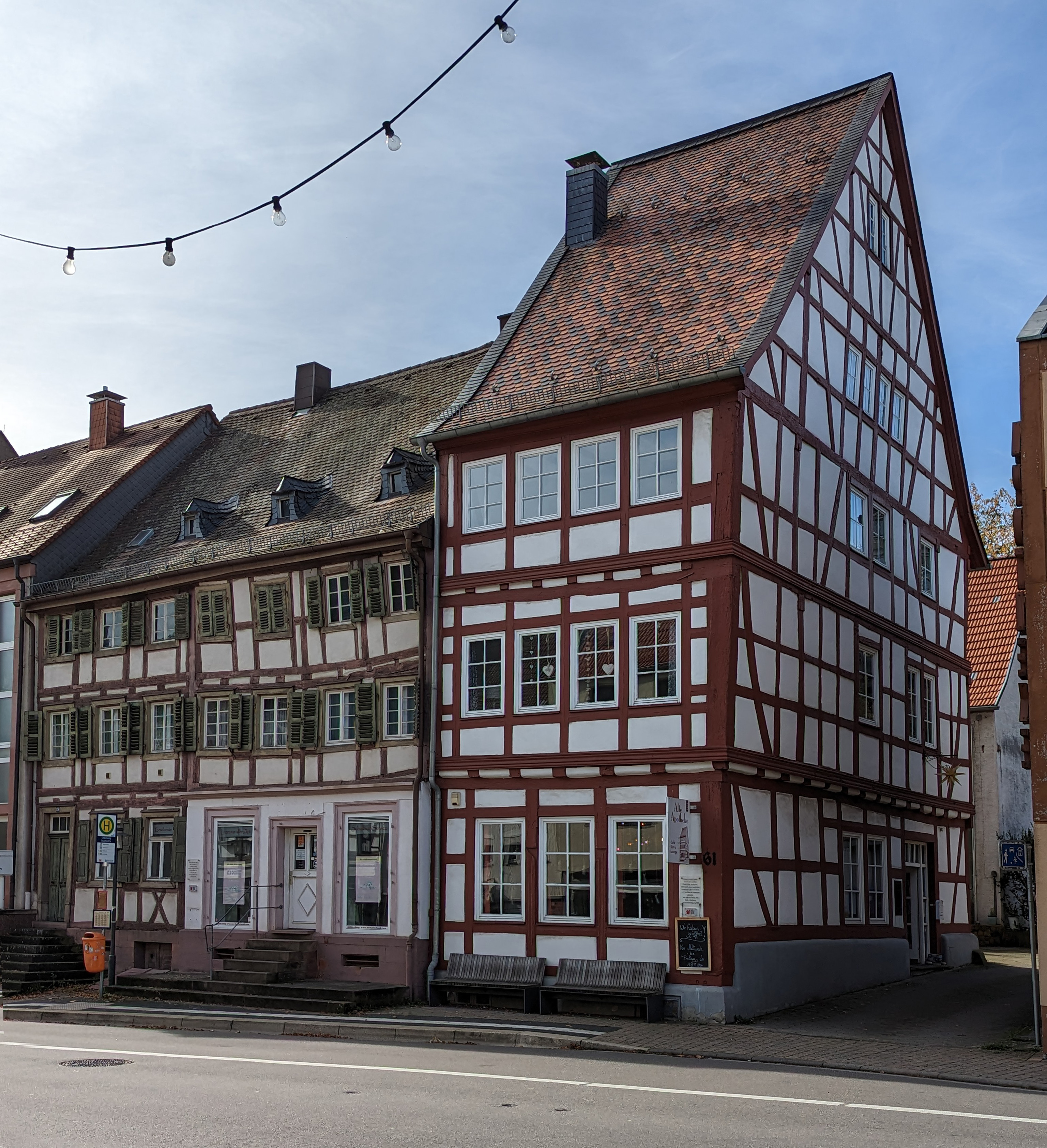
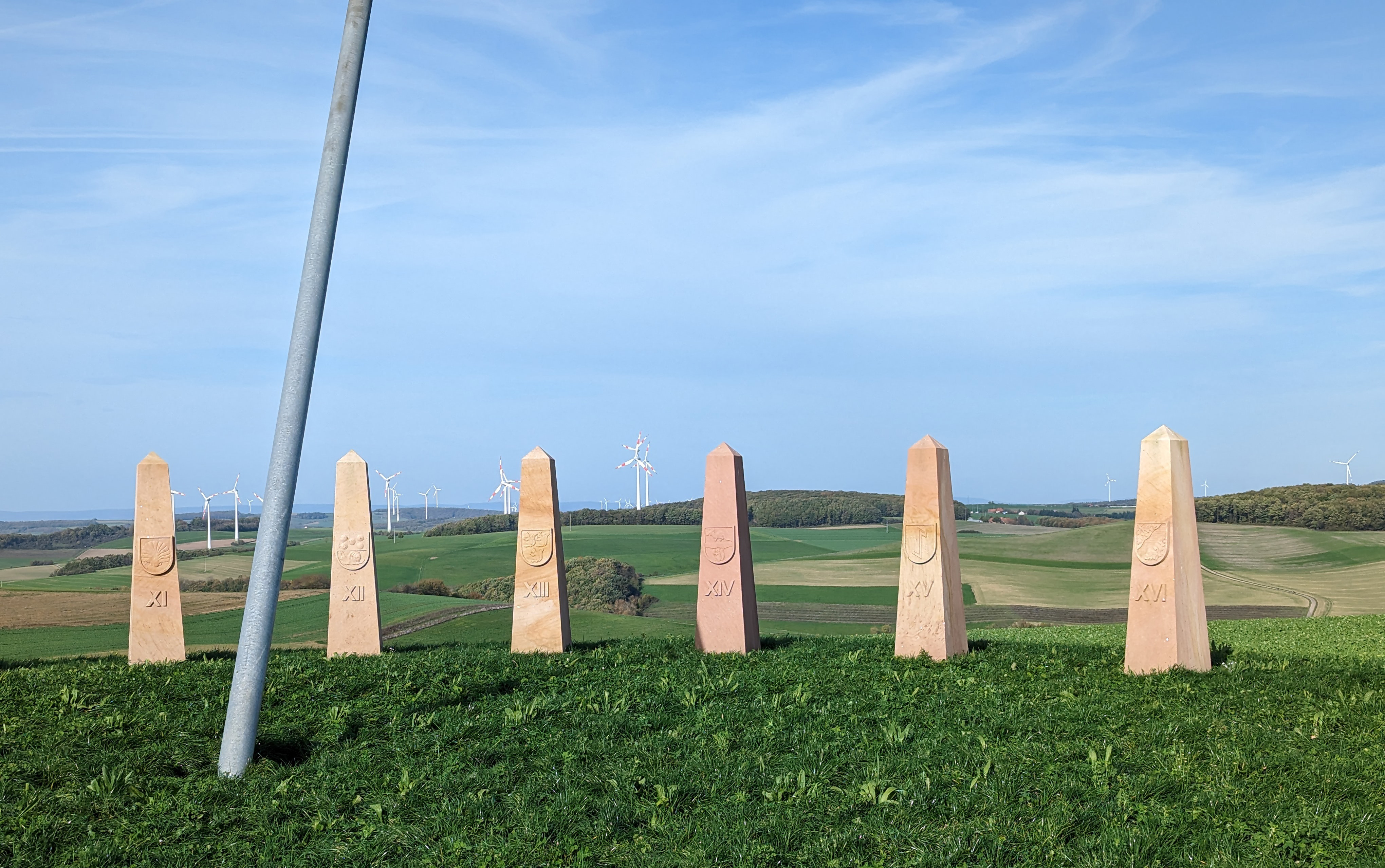